# China Open 2023 (Tennis)
Die China Open 2023 fanden vom 28. September bis 8. Oktober 2023 im Olympic Green Tenniszentrum in Peking statt. Bei den Männern waren sie Teil der ATP World Tour 500, bei den Damen handelte es sich um ein WTA-Premier-Mandatory-Turnier.

## Herren
→ Qualifikation: China Open 2023 (Tennis)/Herren/Qualifikation

## Damen
→ Qualifikation: China Open 2023 (Tennis)/Damen/Qualifikation